# 우어너
우어너(아일랜드어: Uaithne [ˈuənʲə])는 아일랜드 신화의 다그다의 수금이다. 다른 별명으로는 "꽃 두 송이의 참나무"라는 뜻의 두르 다 블라(Dur da Blá), "네 모난 음악"이라는 뜻의 케르 케하르 킨(Coir cethar chuin)이 있다.
제2차 티러이 벌판 전투 때 포모르가 우어너를 훔쳐 갔다. 수금을 찾아나선 다그다는 브레스와 엘라하 부자의 연회장 안에서 수금을 발견했다. 다그다가 음악을 봉인시켜 두었기에 다그다가 부르기 전까지는 우어너는 연주되지 못했다. 다그다가 우어너를 부르자 벽에 붙어 있던 우어너가 떨어져 나와 다그다에게 날아왔고, 그 중간에 서 있던 포모르 아홉 명을 쳐죽였다.
아일랜드의 합창단 아누나의 옛날 이름이 "안 우어너(An Uaithne)"였다.